# Beau Weaver
Beau Weaver is een Amerikaans stemacteur en presentator. Hij is ook bekend onder de naam Beauregard Rodriquez Weaver. Hij is geboren in Tulsa, Oklahoma.

## Filmografie

### Animatieseries
- Fantastic Four
- Superman
- Teenage Mutant Ninja Turtles
- The Flintstone Kids
- The Transformers
- Visionaries: Knights of the Magical Light

### Liveshows
- The Weird Al Show - Channel Hopping Announcer

### Films
- Little Nemo: Adventures in Slumberland
- Rockin' with Judy Jetson
- The Substitute

### Computerspellen
- Marvel: Ultimate Alliance